# 1 Korpus Polski
Das 1 Korpus Polski (deutsch 1. Polnisches Korps) war eine militärische Großformation der polnischen Armee im Zweiten Weltkrieg. Nach der Niederlage Polens wurde es ab 1940 in Schottland aufgestellt und umfasste 1945 mehr als 75.000 Soldaten. Sie unterstand der Polnischen Exilregierung und war Teil der Polnischen Streitkräfte im Westen (polnisch Polskie Siły Zbrojne na Zachodzie).

## Geschichte
Die Polnische Exilregierung der Zweiten Polnischen Republik hatte nach dem deutschen Überfall auf Polen ihren Sitz zunächst in Frankreich (Paris, später Angers) und koordinierte von dort ihre Streitkräfte. Die ersten Einheiten aus Exilpolen wurden bereits im September 1939 in Frankreich aufgestellt. Ihren ersten Einsatz hatten PSZ-Einheiten im Mai 1940 bei der Schlacht um Narvik. Gegen den deutschen Frankreichfeldzug im Mai/Juni 1940 waren etwa 84.000 Soldaten der PSZ aufgestellt. Kurz vor der Niederlage Frankreichs wurden zirka 35.000 von ihnen nach Großbritannien und das unter britischer Verwaltung stehende Mandatsgebiet Palästina evakuiert. Während der Luftschlacht um England waren polnische Kampfpiloten ab Oktober 1940 eingesetzt.
Am 28. April 1940 wurde das 1. Polnische Korps gegründet. Im September 1941 entstand die 1. Polnische Fallschirmjägerbrigade, die 2300 Soldaten umfasste. Im Jahr darauf folgte die Bildung der polnischen 1. Panzerdivision. In der Anfangszeit war sie für den Schutz eines 200 Kilometer langen Küstenabschnitts im östlichen Schottland zuständig und bestand aus 885 Offizieren, 15.210 Unteroffizieren und Mannschaften, 381 Panzern, 473 Geschützen und aus 5060 motorisierten Fahrzeugen. Beide waren dem 1. Polnischen Korps angegliedert.
Ende Juli 1944 wurde die 1. Panzerdivision und die 1. Fallschirmjägerbrigade in die Normandie verlegt. Am 8. August 1944 wurden sie der 1. Kanadischen Armee zugeteilt und kam bei der Operation Totalize erstmals zum Einsatz. Nach verlustreichen Kämpfen in den Niederlanden vom 17. bis 27. September 1944, circa 25 % der Soldaten waren gefallen, wurde die 1. Fallschirmjägerbrigade nach England evakuiert. Zwischen dem 10. und 17. September 1944 befreite die 1. Panzerdivision zusammen mit belgischen Widerstandskämpfern die Stadt Gent. Im April 1945 wurde das Frauenlager in Oberlangen im Emsland befreit, wo über 1700 Frauen aus dem Warschauer Aufstand gefangengehalten wurden.
Nach Kriegsende 1945 wurden die beiden Einheiten nach Deutschland verlegt und bildeten weiterhin das 1. Polnische Korps, das bis 1947 das Emsland besetzte. Die erst Anfang 1948 endgültig aufgelöste Besatzungszone grenzte an die Niederlande und umfasste ein Gebiet von 6470 km². Ende 1947 war bereits das Korps aufgelöst worden, eine Vielzahl der Soldaten blieb im Exil und kehrte nicht in das kommunistische Polen zurück.